# دافيدي كاساني
دافيدي كاساني (بالإيطالية: Davide Cassani)‏ ولد بتاريخ 1 يناير 1961 في فاينزا، إيطاليا، هو دراج إيطالي سابق في صنف سباق الدراجات على الطريق.

## سجل النتائج

### سباقات أو مراحل فاز بها
- طواف إيطاليا

## وصلات خارجية
- الموقع الرسمي

## روابط خارجية
- دافيدي كاساني على موقع أرشيف الدراجات (الإنجليزية)
- دافيدي كاساني على موقع إحصائيات الدراجات الإحترافية (الإنجليزية)
- دافيدي كاساني على موقع CycleBase (الإنجليزية)
- دافيدي كاساني على موقع CONI honoured athlete website (الإيطالية)